# 路段
段或稱路段是道路分段時用的稱呼，英文一般譯為「section」。

## 香港
香港早期一些公路會分為若干段，例如青山公路及大埔公路等，稱為路段。

## 台灣
1947年台灣門牌改為道路式編排後，「段」一字除了用於地段外，另一用途是在當一條道路過長時，該道路在門牌安排上會被分成許多『段』，例如台北市中山北路被分為中山北路一段、中山北路二段…中山北路七段。
此種狀況還有另一種分法：高雄市中山路被分為中山一路、中山二路、中山三路、中山四路，前一種分法為台灣自創，後一種分法來自中國大陸。後一種分法有一種缺點：若是有一組道路位於同一地區彼此相交，亦可如此命名，例如台北市樂群一路、樂群二路、樂群三路，因此對於陌生客來說，後一種分法無法判斷是一條過長道路的許多部份或是一組位於同一地區彼此相交的道路。然而，臺北市還是有「致遠一路一段」－「致遠一路二段」－「致遠二路」連成一線，而附近還有「致遠三路」的奇特例子。

## 中國大陸
四川成都的一環路及二環路也是分段。不過不是使用『一環北路一段』的講法而是，『一環路北一段』的講法。目前尚不知此種用法淵源為何。